# Cal Joan (Castellfollit del Boix)
Cal Joan és una masia situada al municipi de Castellfollit del Boix a la comarca catalana del Bages.